# Wolfgang Lotz (Agent)

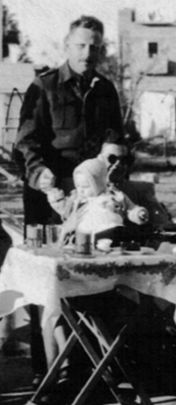
Wolfgang Lotz im Jahr 1950, mit seiner Frau Rivka und seinem Sohn Oded

Wolfgang Lotz (* 6. Januar 1921 in Mannheim; † 13. Mai 1993 in München) war ein deutsch-israelischer Agent. Lotz, der in späteren Jahren den Namen Ze'ev Gur Arie annahm, wurde wegen eines rötlichen Schnauzbarts auch „Rusty“ (engl. rostig) genannt und trug darüber hinaus den auch von ihm selbst verwendeten Spitznamen der „Champagnerspion“.

## Leben
Geboren wurde er als Sohn eines Theaterdirektors und einer jüdischen Schauspielerin in Deutschland. Nach der Machtergreifung der Nationalsozialisten floh seine Mutter 1933 mit ihm in das damalige britische Mandatsgebiet Palästina, wo er Mitglied der Hagana wurde.
Während des Zweiten Weltkrieges diente Lotz in der britischen Armee. Nach Kriegsende war er zunächst als Waffenschmuggler tätig und trat nach Gründung des Staates Israel im Jahre 1948 als Offizier in den Dienst der israelischen Streitkräfte, wo er im Jahre 1956 durch den israelischen Auslandsgeheimdienst Mossad angeworben wurde.
Im Rahmen einer Operation des Mossad wurde Lotz, der die deutsche Staatsbürgerschaft hatte, unter Mithilfe des Bundesnachrichtendienstes (BND) in die sogenannte deutsche Kolonie nach Ägypten eingeschleust, wo er mit Aufgaben der Spionage und Durchführung von Terroranschlägen beauftragt war: Er sollte die seinerzeit in Ägypten tätigen deutschen Rüstungsspezialisten, insbesondere Raketentechniker, zur Aufgabe ihrer Tätigkeit bewegen, wobei er zu Mitteln wie Briefbomben und Sprengstoffpäckchen griff und es auch zu Todesfällen kam. In der „deutschen Kolonie“ in Kairo gab er sich als ehemaliger Offizier der Wehrmacht aus. Als brillanter Erzähler von Herrenwitzen und Anekdoten war er bald sehr beliebt. Er konnte dank der großzügigen Budgetierung durch den Mossad über erhebliche Summen verfügen und machte sich durch großzügige Partys allgemein unentbehrlich.
Bei der ägyptischen Offiziers-Kamarilla führte sich der ehemalige Militärreiter als deutscher Pferdezüchter ein, der die Damen und Sprösslinge mit Pferden und vielen Zuwendungen versorgte. Das brachte ihm bald eine Sonderstellung ein, die er nutzte, um beispielsweise die genauen Standorte der ägyptischen militärischen Luftflotte an Israel weiterzuleiten. Seine Berichte waren entscheidend für die Vernichtung der gesamten ägyptischen Militärflotte, die buchstäblich am Boden zerstört wurde. 
Im September 1962 heiratete er die Heilbronnerin Waltraud Neumann.
Am 22. Februar 1965 wurde Lotz von der ägyptischen Abwehr festgenommen und später von einem Staatssicherheitsgericht in Kairo zu einer lebenslangen Freiheitsstrafe verurteilt. Die Todesstrafe wäre ihm sicher gewesen, wäre seine wahre Identität als israelischer Spion bekannt geworden. Während des Prozesses belastete er aus Gründen der Tarnung Gerhard Bauch, den damaligen BND-Residenten in Kairo, dieser sei über seine Aufträge informiert gewesen, was Bauch aber stets bestritten und angegeben hat, er sei von der Pullacher Zentrale des BND überhaupt nicht über den Einsatz von Lotz unterrichtet worden. Bauch wurde gleichwohl zur Persona non grata erklärt und musste Ägypten am 17. März 1965 verlassen.
Lotz wurde am 3. Februar 1968 gegen mehrere hundert ägyptische Offiziere ausgetauscht, die 1967 während des Sechstagekrieges in israelische Gefangenschaft geraten waren. 
1978 zog Lotz nach München, wo er unter anderem für den Playboy-Verlag eine Reihe von Taschenbüchern veröffentlichte. Ein Romanmanuskript, das auf seinem abenteuerlichen Leben basierte, verfasst im Auftrag des Moewig-Verlages, ist verschollen. Außerdem arbeitete er in der Sportabteilung des Kaufhof am Marienplatz. 
Während des Libanonkriegs 1982 wurde er von seinem alten Freund Ariel Sharon mit einer speziellen Mission betraut. Zusammen mit dem deutschsprachigen Kollegen Jonathan Stern führte er deutsche Journalisten an die Front nach Beirut und erläuterte die israelische Sicht der Dinge, die sich von der deutschen Version des ARD-Berichterstatters Gerhard Konzelmann deutlich unterschied. Zurück in München verliebte er sich in die Journalistin Herma Haddorp, mit der er bis zu seinem Tode 1993 zusammenlebte.
Er starb an den Folgen eines Herzleidens, das er sich während seiner Gefangenschaft in Ägypten zugezogen hatte.
Er wurde mit allen militärischen Ehren in Israel bestattet.